# 10646 Machielalberts
10646 Machielalberts è un asteroide della fascia principale. Scoperto nel 1960, presenta un'orbita caratterizzata da un semiasse maggiore pari a 2,2479919 UA e da un'eccentricità di 0,1337999, inclinata di 3,38290° rispetto all'eclittica.